# Calle Steinway (línea Queens Boulevard)
Calle Steinway (algunas veces llamada  Woodhaven Boulevard – Slattery Plaza) es una estación en la línea Queens Boulevard del Metro de Nueva York de la División B del Independent Subway System (IND). La estación se encuentra localizada en Astoria, Queens entre la Calle Steinway y Broadway. La estación es servida en varios horarios por diferentes trenes del servicio ,  y .